# دلي (فرقة عسكرية)
دلي (بالتركية العثمانية: دلی) (بالتركية: Deli) هي فرقة عسكرية تشكلت في نهايات القرن الخامس عشر الميلادي بالروملي. وكان أصل الكلمة «دليل» (بالتركية: delil) ثم أطلق عليهم «دلي» بمعنى مجنون، نظرًا للبطولات الجنونية التي يقومون بها ولباسهم المخيف. وقد ألغيت الفرقة عام 1829.

## معرض الصور
|  |